# Lorenzo Leal
Lorenzo Leal y Ramírez Arias (Lebrija, 1860-Quintanilleja, 1891) fue un periodista, novelista y poeta español.

## Biografía
De humildes orígenes, logró con su trabajo literario el unánime reconocimiento. Estudió filosofía y letras en la Universidad de Sevilla junto a su amigo Joaquín Hazañas y la Rúa (1862-1934). Su novela La soñadora (1884) fue premiada y tras ella escribió dos más que formaron una trilogía: Juan de Dios (1884)  y Trabajos de Sisifo (1891). Publicó además Frescos de Andalucía (1889),  Viruelas locas (1890), Minucia Literaria, Nostalgia... Se tradujo al inglés A fatal love (Chicago, 1893). Fundó El Cronista de Sevilla, que circuló hasta finales del siglo XIX, y dirigió El Guipuzcoano, periódico conservador de San Sebastián. Regresando a Sevilla, pereció en el choque de trenes habido en Quintanilleja, en la provincia de Burgos.
Su obra poética se desperdigó por distintas publicaciones, aunque preparaba una edición poco antes de su temprana muerte. Como poeta es considerado un seguidor de Bécquer, aunque mucho más amargo y negro y  tan pesimista como Joaquín Bartrina; casi despreocupado del tema amoroso, aunque aparece en su obra con un carácter negativo. Escribió además novelas, relatos costumbristas y comedias. Entre sus sátiras destaca, según Mario Méndez Bejarano, Un vivero de sabios, publicada bajo el pseudónimo de "Pedro Sánchez", en que ataca la poca vocación cientírica del Ateneo de Sevilla trazando bajo nombres supuestos las caricaturas de sus componentes.